# Urbain Leblanc
Pour les articles homonymes, voir Leblanc.
Urbain Leblanc est un vétérinaire français, né le 26 novembre 1796 à Cersay (Deux-Sèvres), décédé le 6 avril 1871 à Paris 9e.

## Biographie
Élève à l'École vétérinaire de Maisons-Alfort il y fut blessé en 1814.
Un des plus remarquables vétérinaires français. Il fut le premier à appliquer l'auscultation en clinique animale.
Il fut répétiteur de botanique, de pharmacie, de matière médicale, de physique et de chimie à l’École royale vétérinaire d’Alfort.
Il fit, en 1858, à la Société impériale zoologique d'acclimatation un Rapport sur Sarlabot Ier bœuf de la race Cotentine sans cornes, où il encourageait le développement de la nouvelle race bovine Sarlabot.
Urbain Leblanc est membre de l'Académie de médecine à partir de 1852. Il est le  président de la Société de médecine vétérinaire de Paris, qui deviendra en 1928 l'Académie vétérinaire de France. Il est également membre de la loge maçonnique parisienne Saint-Lucien (1853-1857...) .

## Publications
- Traité des maladies des yeux observées sur les principaux animaux domestiques, principalement le cheval, contenant les moyens de les préserver et de les guérir de ces affections [ouvrage qui a obtenu une médaille d’or décernée par la Société royale et centrale d’agriculture, dans sa séance du 6 avril 1823], Paris : Impr. de Lebel, chez Ferra jeune et chez l’Auteur, 1824, in-8° avec fig., X-432 p.
- Avec Armand Trousseau, Anatomie chirurgicale des principaux animaux domestiques, Paris : Baillière, 1828, recueil de 30 planches (gravées par Ambroise Tardieu d'après des dessins d'Antoine Chazal) ; recueil intégré dans le Dictionnaire de médecine et de chirurgie vétérinaire d'Hurtrel d'Arboval
- Résumé de quelques recherches relatives à l'étude des maladies du cœur des principaux animaux domestiques, Paris : Baillière, 1840, in-8°, 27 p.